# Stanleya bipinnata
Stanleya bipinnata är en korsblommig växtart som beskrevs av Edward Lee Greene. Stanleya bipinnata ingår i släktet Stanleya och familjen korsblommiga växter. Inga underarter finns listade i Catalogue of Life.